# 君士坦丁一世 (伊梅雷蒂王國)
君士坦丁一世（君士坦丁一世；—1327年）, 是伊梅雷蒂國王（1293年至1327年在位），屬於巴格拉季昂王朝的分支。君士坦丁一世是大衛六世的兒子，繼承父親的王位後統治西格魯吉亞地區，並在蒙古帝國衰落期間鞏固伊梅雷蒂的獨立地位。

## 登基與內戰
君士坦丁一世是格魯吉亞國王大衛六世·納林與妻子塔瑪爾·阿瑪涅利斯澤（或帕里奥洛格斯王朝公主）的兒子。 [2]1293年，君士坦丁在父親過世後繼承西格魯吉亞的王位。與東格魯吉亞諸侯不同，君士坦丁一世始終獨立於伊兒汗國的霸權，但由於其弟米哈埃里反對其繼位並奪取拉恰、萊奇胡米和阿爾格維蒂地區的控制權，君士坦丁一世面臨著嚴重的內部動亂。伊梅雷蒂的貴族們試圖調解兄弟倆的茅盾以達成和解，但徒勞無功，內訌持續不斷，國家陷入動盪。
大貴族們利用這一形勢來維護自己的自治。薩梅格雷洛公爵喬治一世·達迪亞尼征服茨胡米公國的大部分地區，並將其領地擴張至阿納科皮亞城堡。沙爾瓦希澤家族駐紮在阿布哈茲，古列利家族駐紮在古里亞，瓦爾達尼澤家族駐紮在斯瓦涅季，他們對王室權威幾乎不臣服。 君士坦丁一世於1327年在這些動亂中去世，他沒有子嗣，他的兄弟米哈埃里繼承了他的王位。

## 文化
眾所周知，君士坦丁一世於1305年將耶路撒冷的十字架修道院恢復為格魯吉亞人所有。君士坦丁一世還對修道院進行翻新和重新粉刷。一份文件強調了他的貢獻，該文件規定在他生前，即5月21日，即君士坦丁大帝的瞻禮日，舉行愛宴。君士坦丁一世可能是正是上斯瓦內蒂（Upper Svaneti）伊納希（Ienashi）壁畫中某位未具名的王室人物。他與該地區的聯繫亦可從其頒發給斯萬人戈什科捷利亞尼氏族（Svan Goshkoteliani clan）的特許狀中得到佐證。。